# Brist
Brist je manjše naselje in pristanišče v občini Gradac (Hrvaška).

## Geografija
Brist leži na južni obali Makarskega primorja ob magistralni cesti Split - Dubrovnik. Brist je mirno in slikovito naselje primerno za počitnice in izhodišče za izlete na bližnje vrhove Biokova. V kraju je staro pristanišče s kamnitim pomolom, ki leži pod cerkvijo. Pristan, ki je brez kakršnega koli naravnega varovanja je izpostavljen vsem vetrovom.

## Prebivalstvo
| Pregled števila prebivalcev po letih | Pregled števila prebivalcev po letih | Pregled števila prebivalcev po letih | Pregled števila prebivalcev po letih | Pregled števila prebivalcev po letih | Pregled števila prebivalcev po letih | Pregled števila prebivalcev po letih | Pregled števila prebivalcev po letih | Pregled števila prebivalcev po letih | Pregled števila prebivalcev po letih | Pregled števila prebivalcev po letih | Pregled števila prebivalcev po letih | Pregled števila prebivalcev po letih | Pregled števila prebivalcev po letih | Pregled števila prebivalcev po letih |
| ------------------------------------ | ------------------------------------ | ------------------------------------ | ------------------------------------ | ------------------------------------ | ------------------------------------ | ------------------------------------ | ------------------------------------ | ------------------------------------ | ------------------------------------ | ------------------------------------ | ------------------------------------ | ------------------------------------ | ------------------------------------ | ------------------------------------ |
| 1857                                 | 1869                                 | 1880                                 | 1890                                 | 1900                                 | 1910                                 | 1921                                 | 1931                                 | 1948                                 | 1953                                 | 1961                                 | 1971                                 | 1981                                 | 1991                                 | 2001                                 |
| 471                                  | 493                                  | 453                                  | 517                                  | 545                                  | 550                                  | 536                                  | 457                                  | 340                                  | 323                                  | 332                                  | 347                                  | 349                                  | 374                                  | 453                                  |

## Gospodarstvo
Glavna gospodarska dejavnost v Bristu je turizem. V kraju je registriranih 500 turističnih postelj v apartmajih in privatnih sobah.

## Zgodovina
Ime kraja izvira iz imena drevesa brest (hrvaško- brist). V starih listinah se kraj prvič omenja 1571. Prvotno naselje je bilo zgrajeno stran od morja, pod obronki Biokova. V starem naselju so najdeni ostanki iz bronaste in železne dobe. Znamenit je tudi srednjeveški steček, med domačini znan kot turški grob.
Današnji Brist, ki stoji ob morju, se je pričel razvijati koncem 19. stoletja.
Poleg župnijske cerkve (sv. Mare) postavljene 1870 stoji spomenik hrvaškemu polihistorju Andriji Miošiću, delo kiparja Meštrovića.
Nad vasjo stoji baročna cerkvica sv. Margarite postavljena 1741 z nagrobnimi ploščami družine Kačić.

## Ljudje povezani s krajem
- Andrija Kačić Miošić